# My Woman
My Woman — третий студийный альбом американской певицы Эйнджел Олсен выпущенный лейблом Jagjaguwar Records 2 сентября 2016 года. В качестве продюсеров выступила сама певица и Джастин Райзен. Кроме композиций, на альбоме также присутствую три клипа на песни «Intern», «Shut Up Kiss Me» и «Sister», режиссёром которых также является Эйнджел Олсен.

## Список композиций
Слова и музыка всех песен — Эйнджел Олсен.
| №                   | Название              | Длительность |
| ------------------- | --------------------- | ------------ |
| 1.                  | «Intern»              | 2:46         |
| 2.                  | «Never Be Mine»       | 3:41         |
| 3.                  | «Shut Up Kiss Me»     | 3:22         |
| 4.                  | «Give It Up»          | 2:56         |
| 5.                  | «Not Gonna Kill You»  | 4:57         |
| 6.                  | «Heart Shaped Face»   | 5:32         |
| 7.                  | «Sister»              | 7:45         |
| 8.                  | «Those Were the Days» | 4:19         |
| 9.                  | «Woman»               | 7:37         |
| 10.                 | «Pops»                | 4:41         |
| Общая длительность: | Общая длительность:   | 47:17        |